# Kanfo
Kanfo (tiếng Ả Rập: كنفو) là một ngôi làng Syria nằm ở phó huyện Jubb Ramishima ở huyện Masyaf, Hama. Theo Cục Thống kê Trung ương Syria (CBS), Kanfo có dân số 432 trong cuộc điều tra dân số năm 2004.